# Szczypta magii
Szczypta magii (także: To jakieś czary!)  (fr. Magic, ang. A Kind of Magic) – francuski komediowy serial animowany, produkowany we współpracy między telewizją France 3 a Disney Channel Francja i stworzony przez Marca Du Pontavice i jego spółkę Xilam. Był oryginalnie emitowany we Francji w 2008 roku, doczekując się 26 odcinków. 12 kwietnia 2010 odbyła się jego premiera w Polsce, również na Disney Channel. W 2018 roku stworzono 2 sezon serialu. Od 20 maja 2019 roku serial jest emitowany na kanale TeleToon+.

## Fabuła
W krainie baśni małżeństwa pomiędzy wróżkami i ogrami są zakazane. Wróżka Willow i jej ukochany mąż Gregor nie mają więc wyboru − wraz ze swoimi dziećmi Tomem i Cindy muszą przenieść się do realnego świata. Problem w tym, że nie są na to przygotowani.

## Postacie
- Tom Kepler − młody chłopiec. Syn Willow i Gregora. Młodszy brat Cindy. Jest niskim brunetem zazwyczaj ubranym w czerwoną bluzkę i ciemne spodnie. Niekiedy to on sprawia małe problemy rodziny w normalnym świecie, ale głównie to on je rozwiązuje. Czasem ma naprawdę zwariowane pomysły np. gdy musiał zrobić z kolegami projekt za pomocą różdżki matki wyczarował parę superbohaterów, którzy mieli udawać jego rodziców podczas wizyty.
- Cindy − starsza siostra Toma, córka Willow i Gregora. Jest piękną długowłosą blondynką, bardzo podobną do matki. Jak raz powiedziała jej rodzicielka "Cindy odziedziczyła urodę wróżek". Posiada magiczną moc jak jej matka. Jest w liceum. Widać, że jest lekko próżna np. gdy jej ojca podejrzewano o zjedzenie sąsiadów zabarykadowała drzwi i pilnowała ich z kijem mówiąc "nie mam ochoty stracić nogi, bo tata szukał przekąski. Musiałabym iść sama na studniówkę". W jednym z odcinków zaczarowała brata by dowiedzieć się prawdy o pewnym chłopaku.
- Willow − matka Toma, Cindy oraz żona Gregora. Jest wróżką. Ma krótkie blond włosy. Zawsze jest ubrana w czerwoną sukienkę. Bardzo podobna do córki. Wraz z mężem Gregorym i dziećmi musiała uciekać z krainy magii. Faktycznie jest nieudolną wróżką, jednak bardzo się stara.
- Gregor − ojciec Toma i Cindy oraz mąż Willow. Jest ogrem. Wielki i posiada gęstą brązową brodę. Wraz z żoną i dziećmi musiał uciekać z krainy magii. W jednym z odcinków został posądzony o zjedzenie sąsiadów, jednak okazało się, że ci byli na festiwalu polki. Bardzo nie lubi córki rzeczonych sąsiadów. Zdarza mu się problemy rozwiązywać krzykiem i przestraszaniem.
- Ferocia − ciotka Toma i Cindy. Czarownica o cynicznym sposobie bycia. Ma ciętą ripostę. Jest trupio blada i ma czarne włosy.
- Wasza wysokość − postać mieszkająca z rodziną Toma. Jest zaklęty w bardzo pazerną i chytrą żabę. Ale umie okazać serce. Wciąż czeka na całusa od pięknej księżniczki. Nosi perukę, jaką mężczyźni posiadali w Ameryce w osiemnastym wieku.
- Jojo − najlepszy kolega Toma.

## Wersja polska

### Seria pierwsza
Wersja polska: SDI Media Polska
Reżyseria: Joanna Węgrzynowska-Cybińska
Dialogi: Anna Niedźwiecka-Medek
Wystąpili:
- Agnieszka Mrozińska – Tom
- Julia Kołakowska – Cindy
- Izabela Dąbrowska – Willow
- Janusz Wituch – Gregor
- Barbara Zielińska – Ciotka Ferocia
- Piotr Bąk – Książę
- Katarzyna Łaska – Jojo
- Brygida Turowska – Lea
- Elżbieta Kijowska – Mama Lei
- Joanna Węgrzynowska-Cybińska – Nauczycielka Toma
- Krzysztof Szczerbiński – Starszy Tom (odc. 5)
- Wojciech Machnicki – Piaskowy Dziadek (odc. 6)
- Mieczysław Morański – Krasnal Pełzacz (odc. 10)
- Anna Sztejner – Mama Gregora (odc. 15)
- Cezary Kwieciński – Tata Gregora (odc. 15)
- Magdalena Herman – Candy
- Jarosław Domin – Dżin
- Bożena Furczyk – Maureen
- Krzysztof Cybiński
- Łukasz Węgrzynowski
- Justyna Bojczuk
- Piotr Balicki
- Artur Kaczmarski
- Wojciech Chorąży
- Elżbieta Gaertner
- Barbara Pigoń
- Waldemar Barwiński

i inni
Lektor: Artur Kaczmarski

### Seria druga
Opracowanie i udźwiękowienie wersji polskiej: na zlecenie platformy nc+ – Studio Sonica
Reżyseria: Jerzy Dominik
Dźwięk i montaż:
- Agnieszka Stankowska,
- Karol Piwowarski

Wystąpili:
- Agnieszka Mrozińska – Tom
- Magdalena Krylik – Cindy
- Monika Pikuła – Willow
- Jacek Król – Gregor
- Miriam Aleksandrowicz – Ciotka Ferocia
- Jakub Szydłowski – Książę
- Grzegorz Drojewski – Ahmed
- Dominika Sell – Tamara
- Damian Kulec – Wiktor
- Jarosław Boberek – 
  - Tata Gregora,
  - Bill
- Anna Ułas – Mama Gregora
- Katarzyna Łaska – 
  - Candy,
  - Wenoma
- Joanna Pach-Żbikowska – Mama Candy
- Bartosz Martyna – Tata Candy
- Zuzanna Galia – 
  - Kopciuszek,
  - Mama Willow
- Monika Węgiel – Grunda
- Iwona Milerska – Justine
- Miłogost Reczek – 
  - Tata Willow,
  - Święty Mikołaj (odc. 48)
- Magdalena Herman-Urbańska – Jojo
- Paweł Wojtaszek – Sammy
- Kamil Pruban – Raul (odc. 63)
- Rafał Fudalej
- Krzysztof Grabowski
- Marta Markowicz
- Leszek Zduń
- Waldemar Barwiński

i inni
Lektor tytułów i tyłówki: Leszek Zduń (odc. 40-76)

## Odcinki
| Światowa premiera    | Polska premiera                                             | Nr | Polski tytuł                 | Oryginalny tytuł                   |
| -------------------- | ----------------------------------------------------------- | -- | ---------------------------- | ---------------------------------- |
|                      |                                                             |    |                              |                                    |
| 5 stycznia 2008      | 12 kwietnia 2010 (Disney Channel) 6 lipca 2020 (TeleToon+)  | 01 | Sztuczki z pamięcią          | Trous de mémoire                   |
|                      |                                                             |    |                              |                                    |
| 12 stycznia 2008     | 13 kwietnia 2010 (Disney Channel) 7 lipca 2020 (Teletoon+)  | 02 | Normalni rodzice             | Bonjour la famille !               |
|                      |                                                             |    |                              |                                    |
| 19 stycznia 2008     | 14 kwietnia 2010 (Disney Channel) 8 lipca 2020 (Teletoon+)  | 03 | Zaufanie                     | La confiance règne                 |
|                      |                                                             |    |                              |                                    |
| 26 stycznia 2008     | 15 kwietnia 2010 (Disney Channel) 9 lipca 2020 (Teletoon+)  | 04 | Wrobiony Tom                 | Le vol                             |
|                      |                                                             |    |                              |                                    |
| 1 marca 2008         | 16 kwietnia 2010 (Disney Channel) 10 lipca 2020 (Teletoon+) | 05 | Wielka miłość                | Trompeuses apparences              |
|                      |                                                             |    |                              |                                    |
| 8 marca 2008         | 4 czerwca 2010 (Disney Channel) 11 lipca 2020 (Teletoon+)   | 06 | Piaskowy Dziadek             | Le marchand de sable               |
|                      |                                                             |    |                              |                                    |
| 15 marca 2008        | 5 czerwca 2010 (Disney Channel) 12 lipca 2020 (Teletoon+)   | 07 | Brzuchomówca                 | Le ventriloque                     |
|                      |                                                             |    |                              |                                    |
| 22 marca 2008        | 6 czerwca 2010 (Disney Channel) 13 lipca 2020 (Teletoon+)   | 08 | Proszek do życzeń            | Lessivés !                         |
|                      |                                                             |    |                              |                                    |
| 29 marca 2008        | 7 czerwca 2010 (Disney Channel) 14 lipca 2020 (Teletoon+)   | 09 | Ząb ogra                     | Que vous avez de grandes dents !   |
|                      |                                                             |    |                              |                                    |
| 10 maja 2008         | 8 czerwca 2010 (Disney Channel) 15 lipca 2020 (Teletoon+)   | 10 | Brzydki, leniwy i wredny     | Affreux, fainéants et méchants !   |
|                      |                                                             |    |                              |                                    |
| 17 maja 2008         | 9 czerwca 2010 (Disney Channel) 16 lipca 2020 (Teletoon+)   | 11 | Kiedy ogr kocha wróżkę       | L'ogre et la fée                   |
|                      |                                                             |    |                              |                                    |
| 24 maja 2008         | 10 czerwca 2010 (Disney Channel) 17 lipca 2020 (Teletoon+)  | 12 | Pieskie życie                | Une Vie de chien                   |
|                      |                                                             |    |                              |                                    |
| 31 maja 2008         | 11 czerwca 2010 (Disney Channel) 18 lipca 2020 (Teletoon+)  | 13 | Bajkowy ślub                 | Pour le meilleur ou pour le pire ? |
|                      |                                                             |    |                              |                                    |
| 7 czerwca 2008       | 2 sierpnia 2010 (Disney Channel) 19 lipca 2020 (Teletoon+)  | 14 | Liczy się tylko prawda       | La vérité, rien que la vérité !    |
|                      |                                                             |    |                              |                                    |
| 14 czerwca 2008      | 3 sierpnia 2010 (Disney Channel) 20 lipca 2020 (Teletoon+)  | 15 | Niewiarygodna wizyta         | Une visite gênante                 |
|                      |                                                             |    |                              |                                    |
| 12 października 2008 | 4 sierpnia 2010 (Disney Channel) 21 lipca 2020 (Teletoon+)  | 16 | Sprawy rodzinne              | Affaires de famille                |
|                      |                                                             |    |                              |                                    |
| 19 października 2008 | 5 sierpnia 2010 (Disney Channel) 22 lipca 2020 (Teletoon+)  | 17 | Niewidzialny Tom             | Pas vu, pas pris                   |
|                      |                                                             |    |                              |                                    |
| 26 października 2008 | 6 sierpnia 2010 (Disney Channel) 23 lipca 2020 (Teletoon+)  | 18 | Pogrzeb różdżki              | L'enterrement de la baguette       |
|                      |                                                             |    |                              |                                    |
| 2 listopada 2008     | 9 sierpnia 2010 (Disney Channel) 24 lipca 2020 (Teletoon+)  | 19 | Śliczny smok                 | Un amour de dragon                 |
|                      |                                                             |    |                              |                                    |
| 9 listopada 2008     | 10 sierpnia 2010 (Disney Channel) 25 lipca 2020 (Teletoon+) | 20 | Niania                       | Baby-sitting                       |
|                      |                                                             |    |                              |                                    |
| 16 listopada 2008    | 11 sierpnia 2010 (Disney Channel) 26 lipca 2020 (Teletoon+) | 21 | Wszystkie życzenia spełnione | À vos souhaits !                   |
|                      |                                                             |    |                              |                                    |
| 23 listopada 2008    | 12 sierpnia 2010 (Disney Channel) 27 lipca 2020 (Teletoon+) | 22 | Niefajny tata                | Papa pas cool                      |
|                      |                                                             |    |                              |                                    |
| 30 listopada 2008    | 13 sierpnia 2010 (Disney Channel) 28 lipca 2020 (Teletoon+) | 23 | Zamrożeni na kość            | Debout là-dedans !                 |
|                      |                                                             |    |                              |                                    |
| 7 grudnia 2008       | 17 grudnia 2010 (Disney Channel) 29 lipca 2020 (Teletoon+)  | 24 | Komarowa wróżka              | Le moustique                       |
|                      |                                                             |    |                              |                                    |
| 14 grudnia 2008      | 18 grudnia 2010 (Disney Channel) 30 lipca 2020 (Teletoon+)  | 25 | Jedynak                      | Fils unique                        |
|                      |                                                             |    |                              |                                    |
| 21 grudnia 2008      | 18 grudnia 2010 (Disney Channel) 31 lipca 2020 (Teletoon+)  | 26 | Nie ma jak w domu            | Conte à rebours                    |
|                      |                                                             |    |                              |                                    |

## Emisja
Choć serial był zapowiadany na 22 marca 2010 roku, miał swoją premierę w Polsce dnia 12 kwietnia 2010 roku. 
- Od 12 kwietnia do 30 kwietnia 2010 – 15:15 (pn-pt); 14:25 (weekendy)
- Od 1 maja do 7 maja 2010 – 10:35 i 15:15 (pn-pt); 14:25 (weekendy)
- 8 maja 2010 – brak emisji
- Od 9 maja do 31 maja 2010 – 10:35, 15:15 i 22:50 (pn-pt); 14:25 (weekendy)
- 1 czerwca 2010 – brak emisji
- Od 2 czerwca do 18 czerwca 2010 – 10:35 i 15:15 (pn-pt); 14:25 (weekendy)
- Od 19 czerwca do 30 czerwca 2010 – 13:55, 2:45 (pn-pt) i 14:00, 2:45 (weekendy)
- Od 1 lipca 2010 do 31 lipca 2010 – 14:05, 2:30 (pn-pt), 14:00, 2:30 (weekendy)
- Od 1 sierpnia 2010 do 31 sierpnia 2010 – 14:05, 2:50 (pn-pt), 14:00, 3:10 (weekendy)
- Od 1 września 2010 do wakacji 2011– 14:55 (pn-pt)
- Od wakacji 2011 do 28 czerwca 2013- 00:30 pn-pt
- Od 20 maja 2019 serial zaczyna swoją emisję na kanale TeleToon+ pod nową nazwą
- Od 20 maja 2019  na TeleToon+ emisja drugiego sezonu .
- Od 20 maja 2019 do 31 grudnia 2019 -  12:00 ,17;30 (pn-pt) ,11:55,17:25 (weekendy)
- Od 1 stycznia 2020 do 1 marca 2020 - 12:40, 17:00 (pn-pt), 12;20,17:25 (weekendy)
- Od 2 marca 2020 do 31 maja 2020 - 13:00,17:05 (pn-pt), 12;20,17;25 (weekendy)
- Od 1 czerwca 2020 do 31 sierpnia 2020- 13:00,17:05 (pn-pt), 12:45 ,17;25,19:20 (weekendy)
- Od 6 lipca 2020 na TeleToon+ emisja pierwszego sezonu z dubbingiem od SDi media Polska
- Od 1 września 2020 - obecnie - 13:10,17:35 (pn-pt), 12:45,17:30,19:20